# مورغان بويز
مورغان بويز (بالإنجليزية: Morgan Boyes)‏ هو لاعب كرة قدم بريطاني في مركز الدفاع، ولد في 22 أبريل 2001 في تشستر في المملكة المتحدة. لعب مع نادي ليفربول.

## وصلات خارجية
- مورغان بويز على موقع الاتحاد الأوربي (الإنجليزية)
- مورغان بويز على موقع قاعدة بيانات كرة القدم.إي يو (الإنجليزية)
- مورغان بويز على موقع Soccerbase.com (لاعب) (الإنجليزية)
- مورغان بويز على موقع Soccerway.com (الإنجليزية)
- مورغان بويز على موقع عالم كرة القدم.نت (الإنجليزية)